# Edward Chandler
Edward Chandler (1668? – 20 juillet 1750) est un évêque anglais, évêque de Lichfield et de Coventry, puis évêque de Durham.

## Biographie
Il fait ses études au Emmanuel College de Cambridge et, en 1693, devient maître des arts (Cambridge) (MA Cantab.) est ordonné prêtre et nommé aumônier de William Lloyd, évêque de Lichfield et Coventry (et plus tard évêque de Worcester). En 1697, il devient prébendaire de Lichfield; est docteur en théologie en 1701 et reçoit en 1703 le poste de chanoine de Salisbury vacant à la mort de Lancelot Addison. En 1706, il devient prébendaire de Worcester. Élu évêque de Lichfield et de Coventry, il est consacré à la cathédrale de Lichfield le 17 novembre 1717. En 1730, il devient évêque de Durham lors de la confirmation de son élection le 21 novembre. Il occupe le poste de Lord Lieutenant de Durham du 11 décembre 1730 au 20 juillet 1750.
Il est réputé pour Une défense du christianisme à partir des prophéties, etc. (1725), en réponse au bien connu «Les motifs et les raisons de la religion chrétienne» de Collins. - Collins ayant répondu dans son «Schéma de la prophétie libérale». Chandler a publié en 1728 «Une justification de la« défense du christianisme »». Le principal point en litige était la date du livre de Daniel, à propos de laquelle Collins avait anticipé l'opinion de certains critiques modernes. Il a également publié huit sermons, une «thèse chronologique». en préface au "Commentaire sur Ecclesiasticus" de R. Arnald (17 48) [V. Arnald, Richard] et à une courte préface du "Traité sur la moralité immuable" de Cudworth, publié en 1731  Il meurt, après une longue maladie, à Londres le 20 juillet 1750, et est enterré à Farnham Royal.

## Famille
Il épouse Barbara, fille aînée de Humphrey Briggs, et a deux fils et trois filles. Il est le père de Catherine Chandler, qui épouse Wadham Wyndham, d'Eversley, dans le Hampshire.